# جان همیلتون رابرتز
جان همیلتون رابرتز (انگلیسی: John Hamilton Roberts؛ ۲۱ دسامبر ۱۸۹۱ – ۱۹۶۲) فرد نظامی اهل کانادا بود. وی همچنین برندهٔ جوایزی همچون نشان حمام شده‌است.